# Алфред Лехнер
Алфред Лехнер (1913 — 1986.) био је југословенски Јевреј, бавио се сликарством и примењеном графиком. Његова најзначајнија дела су филмски плакати за филмове Дилижанса снова, Путници са Сплендида, Последњи колосек, За ким звоно звони, Велика авантура sv, Ожених се вештицом, Дјело Румјанцева ru, Тајна два океана ru, Три Ане, Македонска крвава свадба, Сам, Мушкарци, Каролина Ријечка, Тарзан и његова другарица, Прва дама Америке, Отмичари, У вртлогу греха, Госпођа Минивер итд.

## Биографија
Рођен је у Осијеку 1913, ту завршава Средњу стручну школу. 1931 долази у Београд и од тада до краја живота се бави сликарством и примењеном графиком. 1931-1950. Завршава специјалан течај код сликара Младена Јосића. Похађа Академију примењених уметности. Ради на плакатима, плакетама, меморандумима, заштитним знаковима, корицама књига, марке итд. Ради за „Облик”, а касније у Заводу за примењену уметност. У том периоду и као службеник у „Облику“ добија више узастопних награда на конкурсима: за ПТТ јубиларне поштанске марке, 10 идејних решења за рударске значке (Бор), Билтен ЈНА, јубиларна значка ЦК, плакат за штафету, конгрес фармацеута, прва награда за корице часописа Министарства железница. Бројна идејна решења за филмске плакате за Југославија филм Београд, Македонија филм Скопље и Кинема Сарајево. 1956. - 1958. – Ради на билбордима (декоративним паноима) за Филмски фестивал у Пули. За разне фирме даје идејна решења за амбалажу. Од 1968. - 1972. учествује на свим изложбама у оквиру општине Палилула, Народни Универзитет Браћа Стаменковић, Ликовни сусрет Палилуле, Патент центра, Галерија у Протоколу Београд, Хала спортова Нови Београд, Нови Сад ’72, Дом културе „Камен Мали“ Цавтат, Дом синдиката ’72, Ликовни сусрет ’72, Пула, ликовна група ’72, „Ташмајдан”, ликовна галерија Народног универзитета Веселин Маслеша ’72, Спортски центар Београд ’73. Од 1974. па до пред крај живота редовно је излагао укључујући и у иностранству. Умро је у Београду 1986. после дуге и тешке болести.